# Tilopa
Tilopa (988 – 1069) fu un mahasiddha indiano del Buddismo Vajrayāna e inventore del sistema di pratica spirituale noto come Mahāmudrā volto al conseguimento veloce dell'illuminazione.
Viene considerato il primo patriarca della tradizione Kagyu (bKa'-rgyud) del Buddismo tibetano e nove suoi libri sono conservati, tradotti, nel canone tibetano.
È conosciuto più col suo nome tibetano che col suo nome originale sanscrito di Talika.

## Biografia
Nato in una famiglia di brahmini a Pataliputra fu ordinato monaco buddista e divenne abate nel monastero di Somapura. Secondo un'altra tradizione si stabilì invece a Visnunagara dove fu produttore di olio di sesamo.
In seguito ad esperienze mistiche di visualizzazione di Ḍākinī come yidam e dell'adibuddha Vajradhara, abbandonò il monastero e si diede alla vita vagabonda nel Bengala.
Fu maestro di Nāropā che divenne il suo successore e portò in Tibet i suoi insegnamenti.
Una delle frasi più celebri attribuitegli è: "Il problema non è il piacere, il problema è l'attaccamento."